# Clínica Sant Josep de Manresa
La Clínica Sant Josep de Manresa és un centre sanitari situat a Manresa.

## Història
El 1884 les Filles Religioses de Sant Josep o Comunitat de les Germanes Josefines van arribar a Manresa i el 1886 van obrir, al carrer Caputxins de Manresa, un centre assistencial, que el 1929 esdevindria la Clínica Sant Josep. En els primers anys destacaren els doctors Amand Redondo i Ramon Llatjós. L'arquitecte Soler i March va projectar i dirigir l'adaptació de l'edifici original, que fou ampliat la dècada de 1940. El 1994 el centre s'uní amb el Centre Hospitalari de Manresa, i la clínica va crear nous serveis, sobretot relacionats amb la dependència. Sorgí la Unitat de Llarga Estada, la Residència Assistida i el Centre de Disminuïts Físics del Bages. El 2002 aparegué la Fundació Althaia, que suposà un punt d'inflexió.
El 2013 la Unitat d'Urologia de la Clínica Sant Josep de Manresa va esdevenir un referent en les intervencions quirúrgiques de pròstata a través d'una nova tècnica amb làser, l'enucleació de pròstata amb làser de Holmium (HoLEP), per a pacients afectats d'hiperplàsia benigna prostàtica, una tècnica que s'havia utilitzat unes 80 vegades el 2013. És una tècnica complicada que s'usa poc a Catalunya i Espanya. El 2008 els uròlegs Héctor López i Jordi Sáenz de Cabezón es van començar a formar a Barcelona, Alemanya, Índia i Japó, per a poder-la aplicar.
L'any 2014 s'hi van fer 4.805 intervencions. Es van remodelar les dues sales de parts transformant-les en sales de dilatació i millorant-ne la confortabilitat. La Clínica Sant Josep atén cada any uns 600 parts.
El 2015 va renovar les quatre sales d'operacions i les làmpades quirúrgiques.
L'abril del 2017 va ser reconegut amb el primer nivell per la Xarxa Internacional d'Hospitals Sense Fum pels seus avenços en les polítiques de control del tabaquisme i exemplaritat en la lluita contra el tabac.